# Бучалки (село)
Бучалки — село в Кимовском районе Тульской области России.
В рамках административно-территориального устройства является центром Бучальского сельского округа Кимовского района, в рамках организации местного самоуправления входит в сельское поселение Епифанское.

## География
Расположено в 28 км к юго-востоку от железнодорожной станции города Кимовск.

## История
С начала XVII века село было жалованной вотчиной боярина Семёна Васильевича Прозоровского, затем имением владел его сын князь Иван Семенович Прозоровский, дочь племянника которого вышла замуж за князя Ивана Алексеевича Голицына. В дальнейшем усадьбу наследовали его потомки. Деревянный барский дом был возведен в 1840-х годы при князе Михаиле Фёдоровиче Голицыне, и своим видом напоминало ампирные особняки послепожарной Москвы. Центр фасада дома был украшен мезонином, лепниной и шестиколонным портиком, с красивыми стенами, оштукатуренными «под камень». В усадьбе находился крахмальный завод, молочные фермы, конный завод, зерновое хозяйство, а перед Первой мировой войной завершилось строительство спиртового завода, который был вскоре опечатан в связи с запретом водочной торговли. После Октябрьской революции 1917 года усадьбу национализировали и разместили детскую колонию. В барском доме был устроен клуб, который сгорел из-за неисправных печей в 1919 году. Сохранились руинированная церковь Тихвинской иконы Божией Матери в стиле классицизм с элементами барокко, дом управляющего, две хозяйственные постройки, земская школа.

## Население
| 2002 | 2010 |
| ---- | ---- |
| 346  | ↘292 |

Население — 292 чел. (2010). 